# Navire sablier
Pour les articles homonymes, voir Sablier (homonymie).
Un navire sablier est un type de navire chargé d'extraire les granulats marins à faible profondeur.

## Principe
Un navire sablier est un type de navire chargé d'extraire les granulats marins (sable, gravier, etc.) à faible profondeur (environ 30 mètres maximum) dans le but d'entretenir les ports ou d'extraire des matériaux. L'extraction de sable a des conséquences sur l'écosystème ; notamment à proximité du littoral.
Le système d'extraction est celui de la drague à élinde traînante. Le navire aspire les granulats au moyen d’une pompe à travers de longs tuyaux draguant le sol marin appelé élinde. La capacité de chargement de ce type de navire est généralement comprise entre 1000 et 8 500 m3.
Le système de pompage remonte un mélange d'eau, de sable et de graviers dénommé tout-venant, dans la cale du bateau. L'eau de ce mélange est évacuée soit par débordement, soit par le fond du navire.
Les cales sont déchargées, soit par la pompe du navire dans des bassins aménagés, soit à quai par des convoyeurs à bandes .

## Navires sabliers
- Le navire sablier André L. construit en 2005.
- Le Stellamaris, plus gros sablier français, construit en 2012[3].

## Galerie

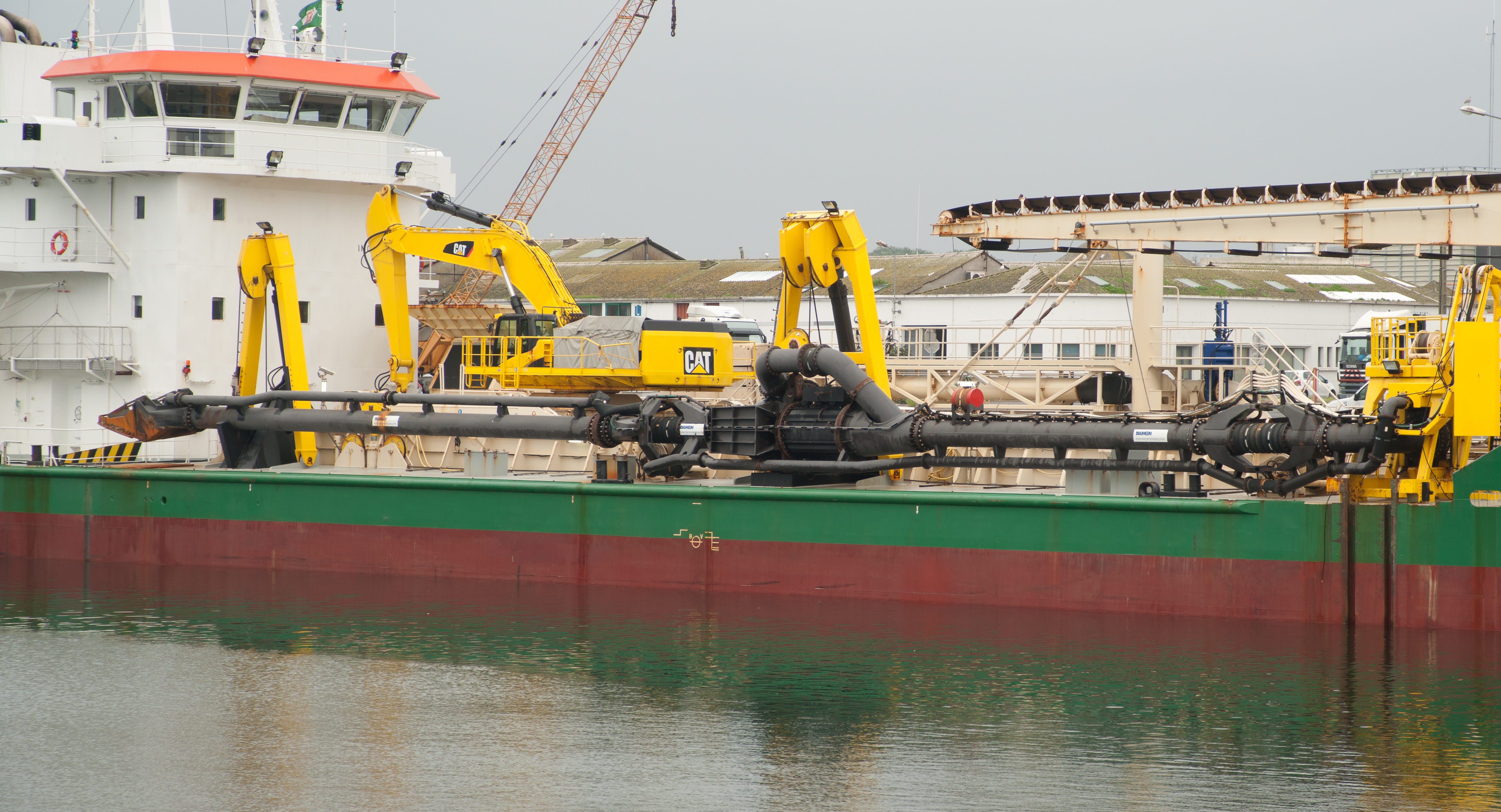
L'élinde visible sur le Michel DSR.
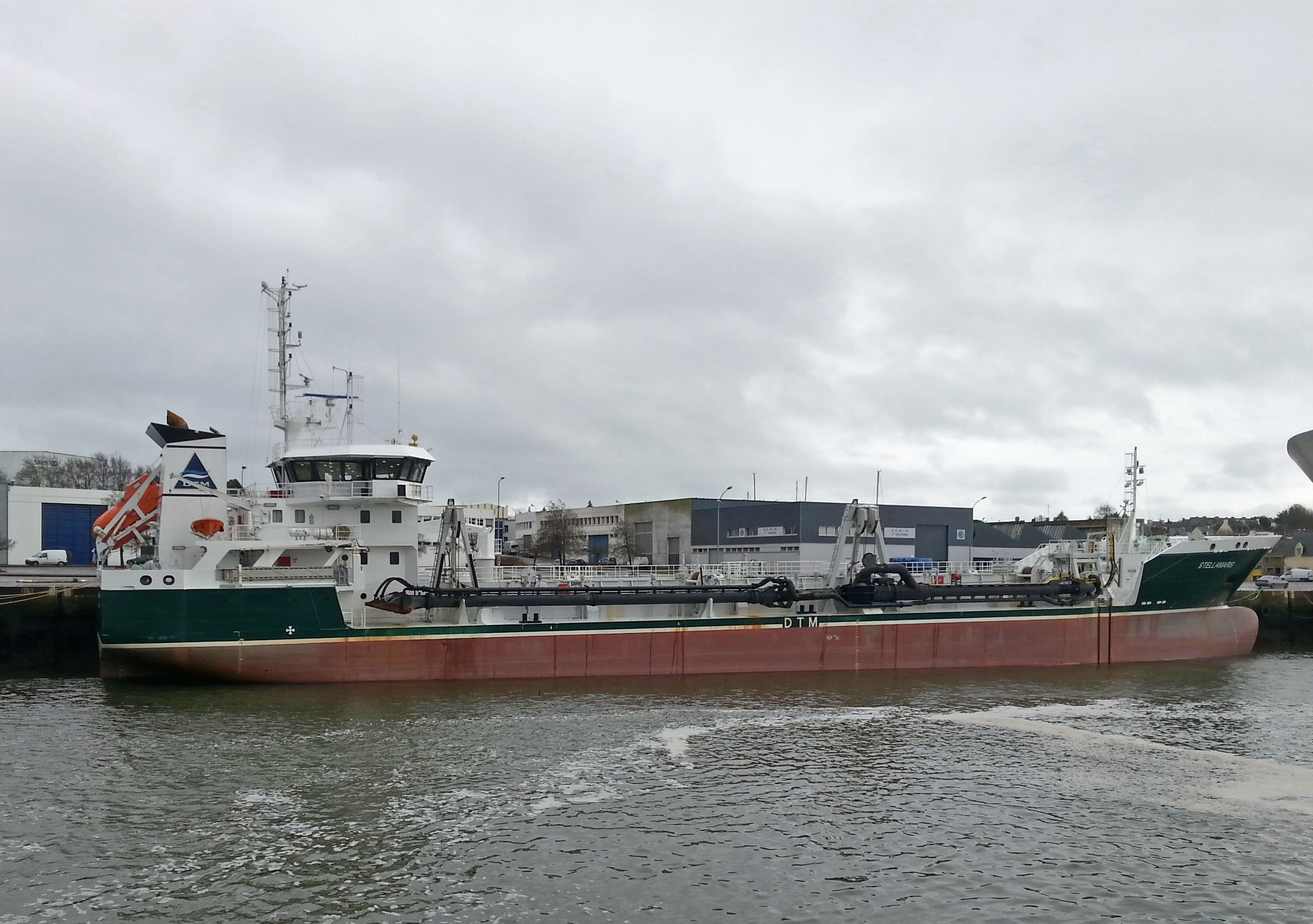
Le Stellamaris à quai à Concarneau.
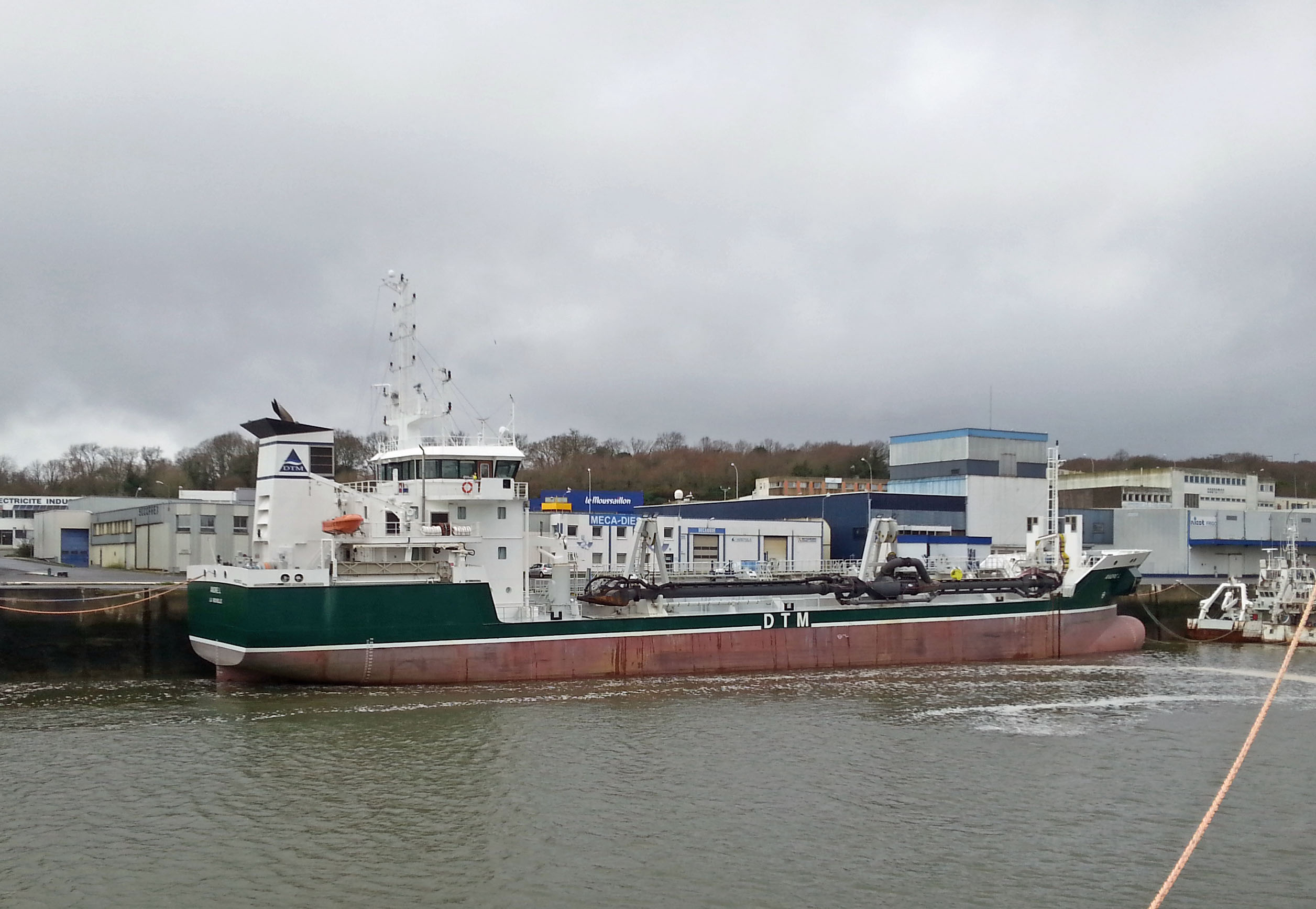
Le André L à quai à Concarneau.